# Wolfgang Wilhelm av Pfalz-Neuburg
Wolfgang Wilhelm av Pfalz-Neuburg (4 november 1578 - 20 mars 1653), son till Filip Ludvig av Pfalz-Neuburg och Anna av Jülich. 
Gift 1) med Magdalena av Bayern (dotter till Vilhelm V av Bayern).
Gift 2) Katarina av Pfalz-Zweibrücken
Barn (i 1:a äktenskapet):
1. Filip Wilhelm av Pfalz-Neuburg, född 1615, död 1690.